# دانشگاه خیام
دانشگاه خیام دانشگاهی غیرانتفاعی در مشهد، خراسان رضوی، ایران است. این دانشگاه دو پردیس در شهرک غرب مشهد دارد. طبق اعلام وزارت علوم تحقیقات و فناوری، این دانشگاه جزء یکی از دانشگاه‌های غیرانتفاعی سطح ۱ است.

## تاریخچه
دانشگاه خیام در سال ۱۳۷۱ با صدور مجوز وزارت علوم تحقیقات و فن آوری در راستای تربیت نیروهای متعهد و متخصص مورد نیاز کشور تأسیس گردید و از سال ۱۳۷۳ با رشته‌های حسابداری، نرم‌افزار کامپیوتر و آمار (در مقطع کاردانی) شروع به کار کرد.
این دانشگاه در سال‌های آغازین تأسیس خود گسترش یافت و توانست با افزایش توانمندی‌های خود در مقاطع کارشناسی و کارشناسی ارشد در رشته‌های علوم پایه، علوم انسانی، هنر و معماری و همچنین رشته‌های فنی و مهندسی به پذیرش دانشجو همت گمارد، تا جایی که اکنون یکی از مراکز علمی مطرح در سطح کشور می‌باشد.
این گسترش‌ها بی‌شک نیازمندی مجموعه را به داشتن ساختمان‌های جدید آموزشی و اداری و کارگاه‌ها و آزمایشگاه‌های متعدد به همراه داشت، لذا احداث ساختمان شماره ۲ و متعاقباً ساختمان شماره ۳ و گسترش خوابگاه‌ها و نیز ایجاد یک فضای نوین آموزشی و اداری با معماری جدید و امکانات مناسب‌تر مورد توجه قرار گرفت.
در سال ۱۳۹۳ این مؤسسه به دانشگاه خیام بدیل شد که موجب افزایش شهریه و ظرفیت پذیرش دانشجوی آن به بیش از ۵۰۰۰ نفر شد.

## دانشکده‌ها و رشته‌ها

### دانشکده علوم پایه
گروه آموزشی ریاضی:
- کارشناسی ارشد ریاضی (گرایش ریاضی محض)
- کارشناسی ریاضیات و کاربردها

گروه آموزشی فیزیک:
- کارشناسی ارشد فیزیک (گرایش‌های:حالت جامد، ذرات بنیادی، نجوم واختر فیزیک)
- کارشناسی فیزیک
- کارشناسی فیزیک مهندسی

گروه آموزشی آمار:
- کارشناسی آمار

### دانشکده هنر ومعماری
گروه آموزشی معماری:
- کارشناسی ارشد مهندسی معماری
- کارشناسی مهندسی معماری
- کارشناسی ناپیوسته معماری
- کاردانی معماری

گروه آموزشی شهرسازی:
- کارشناسی مهندسی شهرسازی

گروه آموزشی گرافیک:
- کاردانی گرافیک

### دانشکده ادبیات و علوم انسانی
گروه آموزشی زبان و ادبیات انگلیسی:
- کارشناسی زبان و ادبیات انگلیسی
- کارشناسی آموزش زبان انگلیسی
- کارشناسی مترجمی زبان انگلیسی
- کارشناسی ارشد زبان و ادبیات انگلیسی
- کارشناسی ارشد مترجمی زبان انگلیسی

گروه آموزشی علوم تربیتی:
- کارشناسی علوم اجتماعی-پژوهشگری
- کارشناسی روانشناسی

کارشناسی مشاوره
کارشناسی ارشد روانشناسی عمومی
گروه آموزشی زبان و ادبیات فارسی:
- کارشناسی زبان و ادبیات فارسی

گروه آموزشی حسابداری و مدیریت:
- کارشناسی حسابداری
- کارشناسی مدیریت بازرگانی
- کارشناسی مدیریت مالی
- کارشناسی ناپیوسته حسابداری
- کاردانی حسابداری

### دانشکده فنی و مهندسی
گروه آموزشی برق :
- کارشناسی مهندسی برق
- کارشناسی مهندسی اپتیک و لیزر
- کارشناسی ناپیوسته مهندسی تکنولوژی مخابرات
- کاردانی علمی کاربردی مخابرات-ارتباطات داده‌ها

گروه آموزشی کامپیوتر:
- کارشناسی ارشد نرم‌افزار-هوش مصنوعی
- کارشناسی مهندسی آی‌تی (فناوری اطلاعات)
- کارشناسی مهندسی کامپیوتر-سخت‌افزار
- کارشناسی مهندسی کامپیوتر-نرم‌افزار
- کارشناسی ناپیوسته کامپیوتر-سخت‌افزار
- کارشناسی ناپیوسته کامپیوتر-نرم‌افزار
- کاردانی مهندسی کاربردی سخت‌افزار
- کاردانی مهندسی کاربردی نرم‌افزار

گروه آموزشی صنایع و مکانیک:
- مهندسی مکانیک-طراحی جامدات
- مهندسی صنایع_ برنامه‌ریزی و تحلیل سیستم‌ها

گروه آموزشی عمران:
- کارشناسی مهندسی عمران
- کاردانی کارهای عمومی ساختمان